# サン・チャレンジ
株式会社サン・チャレンジは、日本の飲食店を展開する会社。ステーキのくいしんぼ、グリム原宿店、豆腐と酒肴 壱丁、おにぎりのさんかく山などを経営している。

## 不祥事・労働問題

### 従業員の過労死自殺
2010年11月、当時24歳の男性社員が、飲食店「ステーキのくいしんぼ渋谷センター街店」が入るビルで自殺。 渋谷労働基準監督署は、男性の死を上司の暴力が原因とする労災と認めた。
その後、男性社員の両親が自殺したのは、長時間労働とパワーハラスメントが原因だったとして、サン・チャレンジと上司らに約7300万円の損害賠償を求める訴訟を東京地裁に提起し、2014年11月4日、同地裁は社会通念上相当と認められる限度を明らかに超える暴言や嫌がらせ、プライベートへの干渉などがあったとし、自殺との因果関係と、上司と社長の個人責任も認め、計約5790万円の支払いを命じる判決を言い渡した。
判決に対してサン・チャレンジは、「判決の詳細を把握していないのでコメントできない」との談話を公表。
2014年6月、東京地裁で行われた民事裁判にてサン社側は「苦痛ならば退職する」「自殺に偽装した他殺の可能性」「脱法薬物を使用していた疑い」と主張。エリア・マネージャーは暴行を伴う業務指導については「愛があれば良い」とし、遺族に対する謝罪の気持ちは「今はない」と述べた。